# Yona (Guam)
Yona (Chamorro : Yo’ña) est l’une des dix-neuf villes du territoire des États-Unis de Guam.
Sa population était de 6 480 habitants en 2010.